# Baratca, Neamț
Baratca este un sat în comuna Bârgăuani din județul Neamț, Moldova, România.